# John Entenza
John Entenza (Calmet, Michigan, 1905 – La Jolla, 1984) est un journaliste et architecte américain qui a contribué largement à la diffusion du modernisme en Californie.
Lorsqu'il en était rédacteur, le magazine Arts & Architecture rapportait tout ce qui était de nouveau en art, avec une grande attention à l'architecture moderne émergent dans le sud de la Californie. Entenza a notamment sponsorisé le projet Case Study Houses, qui a rassemblé des architectes tels que Raphael Soriano (en), Charles Eames, Craig Ellwood, Pierre Koenig, Richard Neutra, Eero Saarinen et William Wurster.